# Imrich Hamarčák
Imrich Hamarčák (* 5. listopadu 1954) je bývalý slovenský politik za HZDS, později za Alianci nového občana, po sametové revoluci československý poslanec Sněmovny národů Federálního shromáždění, počátkem 21. století poslanec Národní rady SR.

## Biografie
Ve volbách roku 1992 byl za HZDS zvolen do slovenské části Sněmovny národů. Ve Federálním shromáždění setrval do zániku Československa v prosinci 1992. Bytem se uvádí ve Stropkově.
V slovenském parlamentu se objevil počátkem 21. století. V slovenských parlamentních volbách roku 2002 byl zvolen do Národní rady SR za formaci Aliance nového občana. Mandát nabyl jako náhradník za své kolegy, kteří zasedli ve vládě. Poslancem byl v letech 2002-2005. V roce 2005 se v době rozkolu v Alianci nového občana připojil k politikům odmítajícím politiku předsedy Pavla Ruska a byl zmiňován jako možný spolutvůrce chystané nové liberální strany, kterou plánoval ustavit další poslanec Ľubomír Lintner.
V komunálních volbách roku 2002 byl za koalici pravicových stran zvolen primátorem Stropkova. V komunálních volbách roku 2010 kandidoval na primátora města Stropkov jako nezávislý, ale nebyl zvolen.